# 志久站
志久站（日语：／ Shiku eki */?）是位於埼玉縣北足立郡伊奈町，屬於埼玉新都市交通伊奈線（New Shuttle）的鐵路車站。

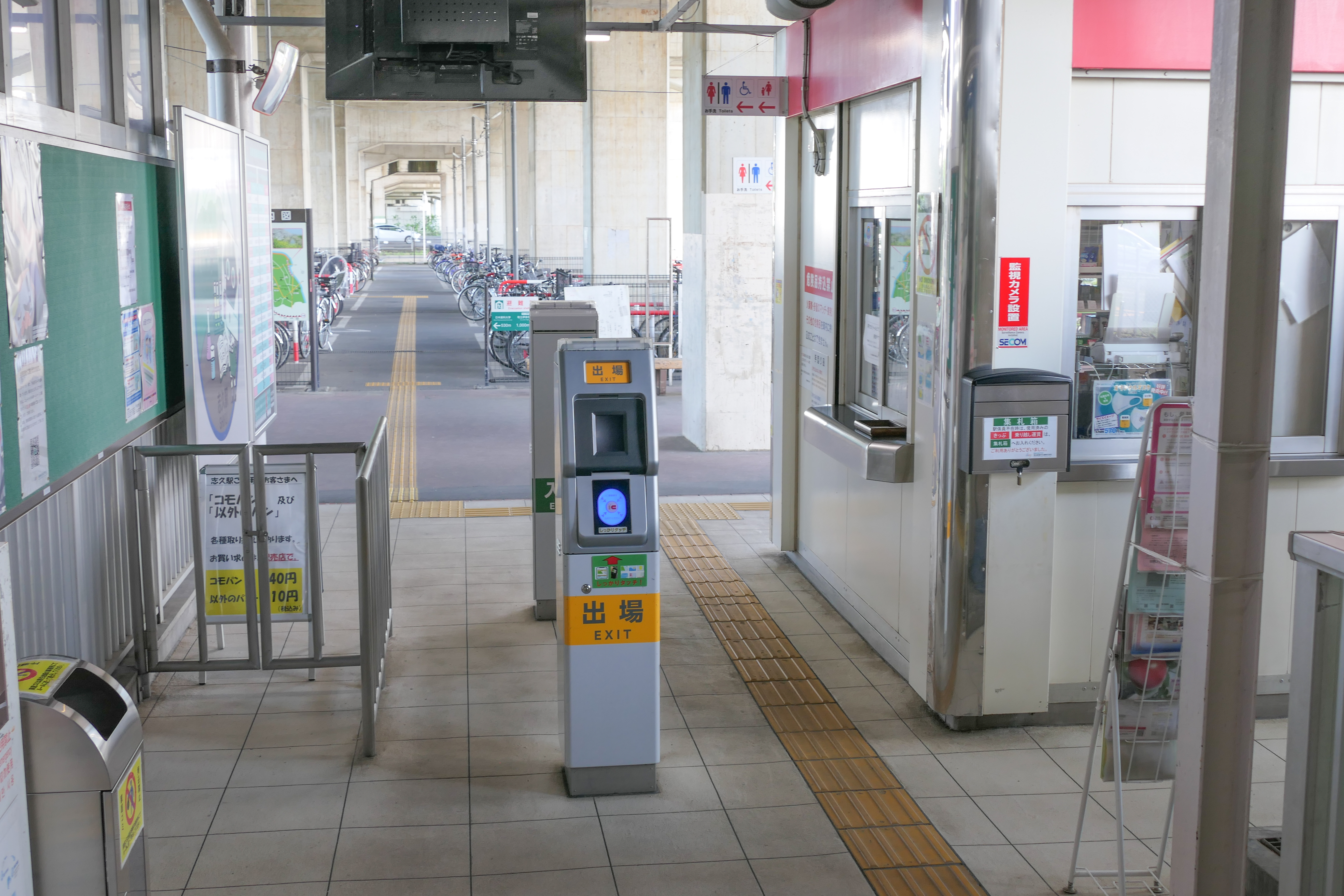
驗票口（2022年5月）

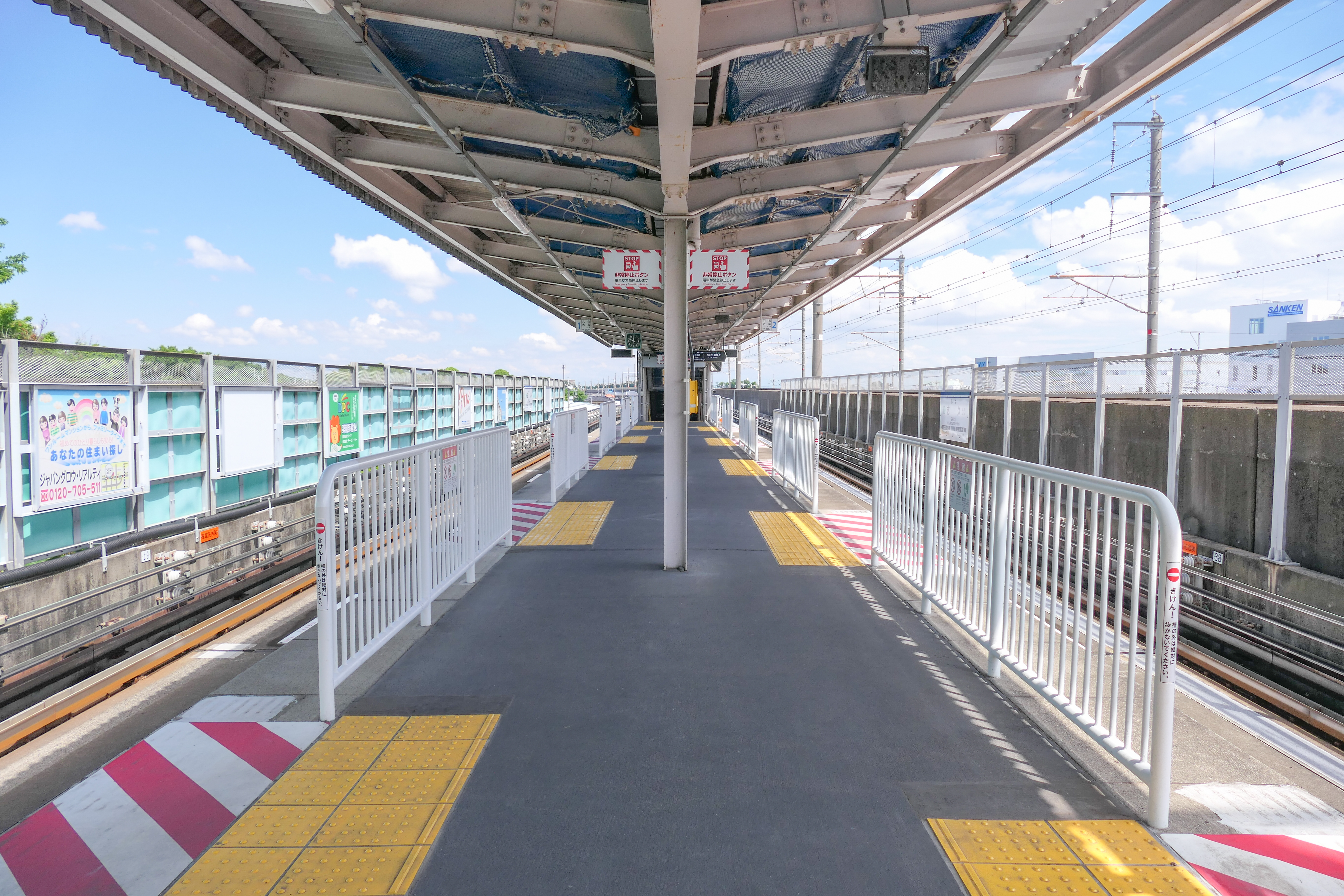
月台（2022年5月）

## 車站結構
本站是島式月台1面2線的高架車站，並且為一線貫通構造。

### 月台配置
| 月台 | 路線                   | 目的地         |
| ---- | ---------------------- | -------------- |
| 1    | ■伊奈線（New Shuttle） | 內宿方向       |
| 2    | ■伊奈線（New Shuttle） | 丸山、大宮方向 |

## 歷史
- 1983年（昭和58年）12月22日 - 開業。

## 相鄰車站
埼玉新都市交通
■伊奈線
丸山（NS09）－志久（NS10）－伊奈中央（NS11）

## 外部連結
- 志久站 （页面存档备份，存于）（路線圖、車站資訊） - 埼玉新都市交通